# Сава Михайлов
Сава Михайлов Йосифов, наречен Струмски и Савата, е български революционер, гевгелийски войвода на Вътрешната македоно-одринска революционна организация.

## Биография
Роден е на 25 декември 1877 година в село Мачуково, Гевгелийско (днес Евзони). В 1892 година завършва Българското класно училище в Цариград, а в 1895 година с десетия випуск и Солунската българска мъжка гимназия. Още в същата година става член на ВМОРО и като учител в Кавадарци (1895/1896), Ракита (1896/1897) Неготино (1897/1898), Богданци (1898/1899), Гевгели (1899/1900), Горна Джумая (1900/1901) разширява комитетската мрежа.
В Гевгерийско в 1898 - 1900 е член на революционното ръководство. В 1900 година по заповед на Централния комитет на ВМОРО се мести като учител в Горна Джумая и става районен ръководител на организацията (1900 - 1902). През 1901 година, преследван от властите, става нелегален и се присъединява към четата на Яне Сандански и Христо Чернопеев, с която участва в отвличането на Елън Мария Стоун.
На 10 януари 1903 година заедно с Борис Сарафов заминава за Гевгелийско с чета от 10 души, динамит и 30 пушки. Пристига в края на февруари 1903 година и се включва в подготовката на Илинденско-Преображенското въстание. Успява да помири враждуващите войводи Аргир Манасиев и Иванчо Карасулията. С доставени от Солун 70 пушки преди Солунските четата става около 100 души. На 28 юли 1903 година организират успешен атентат над железопътния мост на Вардар край Гевгели. На 24 август двете чети на Михайлов и Манасиев потеглят да разрушат моста на железопътната линия при Демир Капия и след предателство водят бой при село Клисура. На 25 септември четите на Михайлов и Манасиев и Кукушката чета водят успешен бой при Бешбунар в Паяк планина. В същия август е направен неуспешен опит за атентат при станция Гумендже и на 10 октомври при атентат над товарен влак при Смоквица е разрушен последният вагон.
След потушаването на въстанието се прехвърля в България, където Любомир Милетич записва спомените му.
През лятото на 1904 година Задграничното представителство на ВМОРО го изпраща в Белград, за да проследи преговорите между пратениците Борис Сарафов и Стефан Симич.
В 1904 - 1905 година е гевгелийски околийски войвода. През февруари 1905 година навлиза в Гевгелийско с четата на Апостол войвода. Четата е забелязана и издадена на турците от овчари арнаути. На 1 март 1905 година са обградени от турска войска и башибозук край гевгелийското село Смол (днес Микро Дасос) на височината Голема Рудина. Боят продължава 4 – 5 часа. След като му свършват патроните, Сава Михайлов се самоубива с отрова. От обкръжените 42-ма четници се спасяват само раненият в петата Апостол войвода и един негов четник.
Турците са изключително щастливи от успеха си и особено от смъртта на Сава Михайлов. По предложение на солунския Хилми паша, султанът награждава с орден бригадния генерал Етхем паша, повишава гевгелийския каймакамин, повишава в по-горен чин всички участвали офицери, награждава с по една лира войниците и дава по 10 лири на семействата на загиналите.

## Памет
На Сава Михайлов е наречена улица в Гевгелийския квартал и в кварталите „Илинден“ и „Западен парк“ в София (Карта).

## Загинали четници на Михайлов
- Васил Христов Кьортошев от Богданци[11]
- Гоно Мицов Каркаляшев от Богданци[11]
- Гончо Миндин от Лесково[12]
- Димитър Стоянов Гошев от Лесково[12]
- Михаил Георгиев Пешков от Богданци[11]
- Мито Траев Радналиев от Извор[13]
- Мицо Донин Кадията от Богданци[11]
- Мицо Янов Марков от Богданци[11]
- Петър Каркалашев от Богданци[11]
- Христо Траянов от Извор[13]

## Галерия
- Портрет на Сава Михайлов.
- Паметник в Гевгели
- Паметникът „Паднали за свободата на Македония“ в Кюстендил с името на Сава Михайлов (девети във втората колона)
- Кръстьо Лазаров с четника си Цветко Думановски, загинал заедно с четата на Сава Михайлов